# ث

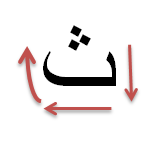
単独形の筆順

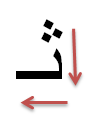
語頭形の筆順

ث （サー, ثاء ṯāʾ）はアラビア文字の4番目に位置する文字。無声歯摩擦音 /θ/ をあらわす。

## 概要

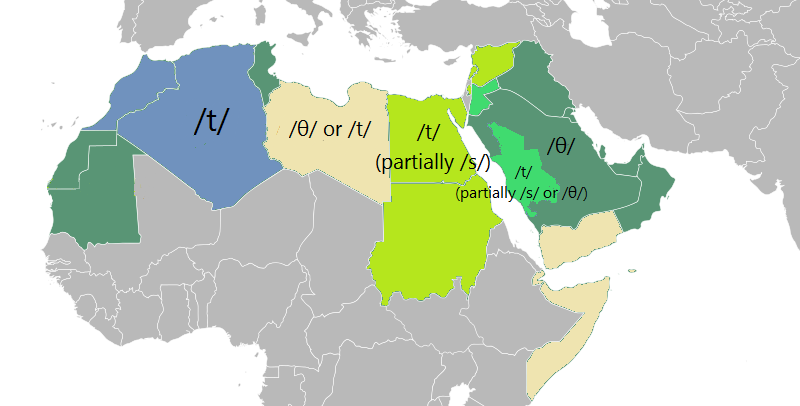
地域によって異なる「ث」の音価

フェニキア文字では /t/ と /θ/ を区別することができなかったが、アラビア文字では点の数で ت と ث の2字に分けた。
方言によっては ت と同じ、またはよく似た発音になることもある。
ペルシア文字およびペルシア文字から派生した文字体系では ث、س、ص はすべて s と発音される。

## 符号位置
| 文字 | Unicode | JIS X 0213 | 文字参照        | 名称 |
| ---- | ------- | ---------- | --------------- | ---- |
| ث    | U+062B  | ‐          | &#x62B; &#1579; | サー |